# کبوتری برای تأمل در باب هستی روی شاخه نشست
کبوتری برای تأمل در باب هستی روی شاخه نشست (سوئدی: En duva satt på en gren och funderade på tillvaron) یک فیلم درام کمدی سیاه سوئدی است که توسط روی آندرشون کارگردانی شده و در سال ۲۰۱۴ منتشر شد. این فیلم برنده شیر طلایی در هفتاد و یکمین جشنواره فیلم ونیز شده‌است.